# Suizhong

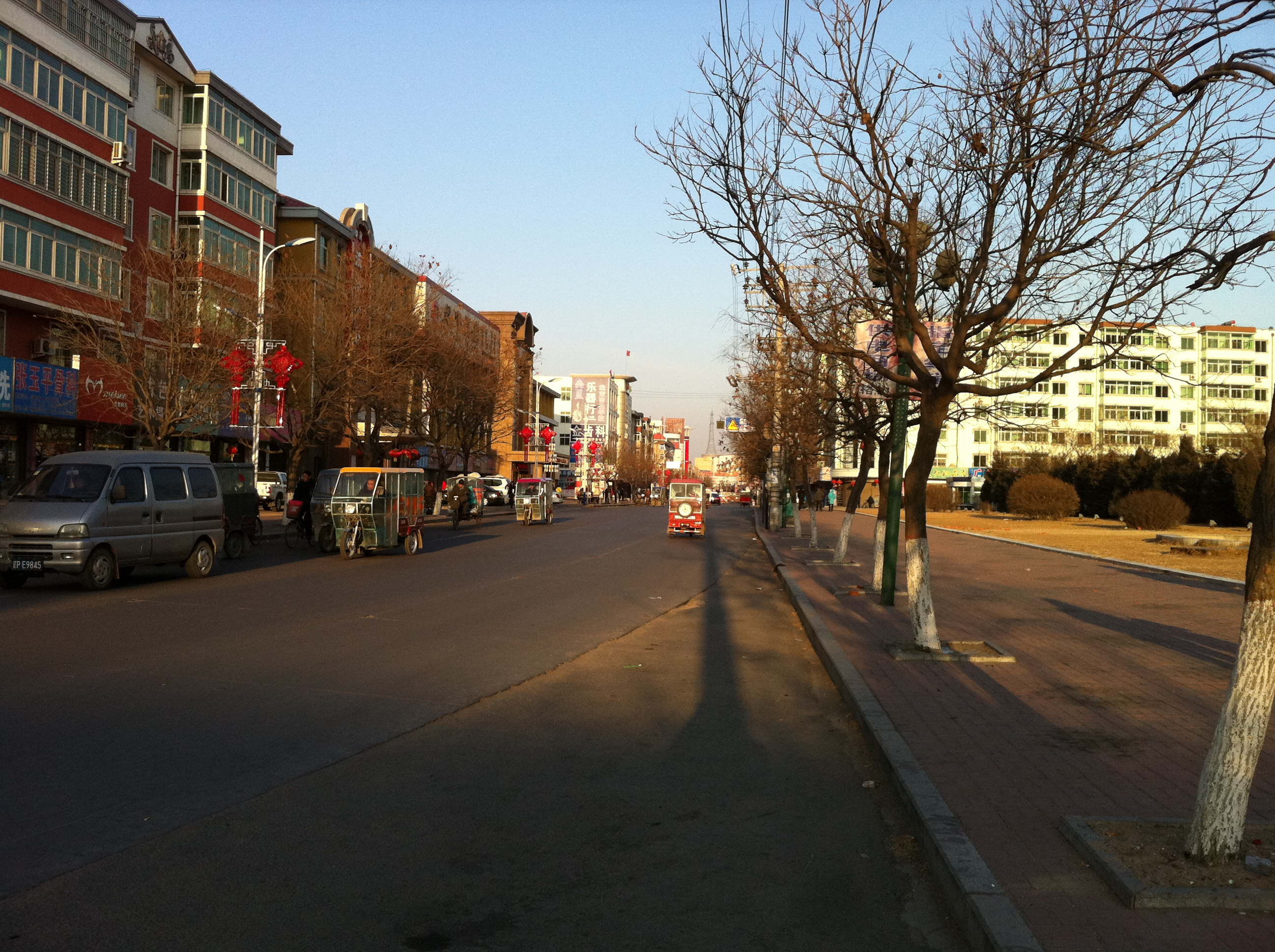
Suizhong, Huludao, Liaoning, China

Der Kreis Suizhong (chinesisch 绥中县, Pinyin Suízhōng Xiàn) ist ein Kreis der bezirksfreien Stadt Huludao in der nordostchinesischen Provinz Liaoning, Volksrepublik China. Er hat eine Fläche von 2.906 km² und zählt 545.963 Einwohner (Stand: Zensus 2020). Sein Hauptort ist die Großgemeinde Suizhong (绥中镇).

## Administrative Gliederung
Auf Gemeindeebene setzt sich der Kreis aus vierzehn Großgemeinden und elf Gemeinden (davon sechs der Mandschu) zusammen. Diese sind:
- Großgemeinde Suizhong 绥中镇
- Großgemeinde Kuanbang 宽帮镇
- Großgemeinde Dawang 大王庙镇
- Großgemeinde Wanjia 万家镇
- Großgemeinde Qiansuo 前所镇
- Großgemeinde Gaoling 高岭镇
- Großgemeinde Qianwei 前卫镇
- Großgemeinde Huangdi 荒地镇
- Großgemeinde Tashantun 塔山屯镇
- Großgemeinde Gaotai 高台镇
- Großgemeinde Wangbao 王宝镇
- Großgemeinde Shahe 沙河镇
- Großgemeinde Xiaozhuangzi 小庄子镇
- Großgemeinde Ximiaozi 西庙子镇

- Gemeinde Xipingpo der Manju 西平坡满族乡
- Gemeinde Gejia der Manju 葛家满族乡
- Gemeinde Gaodianzi der Manju 高甸子满族乡
- Gemeinde Fanjia der Manju 范家满族乡
- Gemeinde Mingshui der Manju 明水满族乡
- Gemeinde Qiuzi 秋子沟乡
- Gemeinde Jiabeiyan 加碑岩乡
- Gemeinde Yonganbao 永安堡乡
- Gemeinde Lijiabao 李家堡乡
- Gemeinde Wanhu der Manju 网户满族乡
- Gemeinde Chengjiao 城郊乡

## Persönlichkeiten
Yang Liwei, der erste chinesische Raumfahrer, stammt aus der Großgemeinde Suizhong.